# Gare de Saint-Vallier-sur-Rhône
La gare de Saint-Vallier-sur-Rhône est une gare ferroviaire française de la ligne de Paris-Lyon à Marseille-Saint-Charles, située sur le territoire de la commune de Saint-Vallier, dans le département de la Drôme, en région Auvergne-Rhône-Alpes.
Elle est ouverte en 1855 par la Compagnie du chemin de fer de Lyon à la Méditerranée (LM), avant de devenir une gare de la Compagnie des chemins de fer de Paris à Lyon et à la Méditerranée (PLM) en 1857.
C'est une gare de la Société nationale des chemins de fer français (SNCF), desservie par des trains TER Auvergne-Rhône-Alpes et des trains de fret.

## Situation ferroviaire
Établie à 140 mètres d'altitude, la gare de Saint-Vallier-sur-Rhône est située au point kilométrique (PK) 584,617 de la ligne de Paris-Lyon à Marseille-Saint-Charles, entre les gares ouvertes de Saint-Rambert-d'Albon et de Tain-l'Hermitage - Tournon. En direction de Saint-Rambert, s'intercale la gare fermée d'Andancette.

## Histoire
La gare de Saint-Vallier est mise en service le 16 avril 1855 par la Compagnie du chemin de fer de Lyon à Avignon, lorsqu'elle ouvre à l'exploitation la section de Lyon (La Guillotière) à Valence.
En 1857, elle devient une gare du réseau de la Compagnie des chemins de fer de Paris à Lyon et à la Méditerranée (PLM), créée par une fusion incluant notamment la compagnie primitive.

## Fréquentation
De 2015 à 2023, selon les estimations de la SNCF, la fréquentation annuelle de la gare s'élève aux nombres indiqués dans le tableau ci-dessous.
| Année                     | 2015    | 2016    | 2017    | 2018    | 2019    | 2020    | 2021    | 2022    | 2023    |
| ------------------------- | ------- | ------- | ------- | ------- | ------- | ------- | ------- | ------- | ------- |
| Voyageurs                 | 284 371 | 278 593 | 283 543 | 257 641 | 288 303 | 199 266 | 233 101 | 309 631 | 339 426 |
| Voyageurs + non voyageurs | 355 464 | 348 241 | 354 429 | 322 051 | 360 379 | 249 083 | 291 376 | 387 039 | 424 282 |

## Service des voyageurs

### Accueil
Halte SNCF, elle est équipée d'automates pour l'achat de titres de transport TER.

### Desserte
Saint-Vallier-sur-Rhône est desservie par des trains TER Auvergne-Rhône-Alpes assurant les relations entre Lyon-Perrache, ou Lyon-Part-Dieu, ou Lyon-Vaise et Valence-Ville ou Avignon-Centre.

### Intermodalité
Un parc pour les vélos (48 places en consigne collective et des accroches vélos en libre accès) et un parking pour les véhicules y sont aménagés.

## Service des marchandises
La gare est ouverte au service du fret y compris pour le service des wagons isolés.